# 常盤バイパス
常盤バイパス（ときわバイパス）は、青森県南津軽郡藤崎町藤崎から青森県青森市浪岡大字下十川に至る国道7号のバイパスである。
全線4車線で設計されているが榊地区交差点改良として付加車線設置事業が実施されている起点側の一部を除き暫定2車線で供用されている。起点で弘前バイパスと、終点で浪岡バイパスと接続する。

## 概要

### 路線データ
- 延長：6.5 km
- 起点：青森県南津軽郡藤崎町大字藤崎
- 終点：青森県青森市浪岡大字下十川
- 車線数 : 暫定2車線（4車線）

## 歴史
- 1984年度（昭和59年度） - 事業化[3]。
- 1992年（平成4年）12月18日 - 藤崎町大字藤崎 - 同町大字水木間延長3.4 kmが暫定2車線で開通[4][2]。
- 1996年（平成8年）7月23日 - 藤崎町大字水木 - 青森市浪岡大字下十川間延長3.1 kmが暫定2車線で開通。常盤バイパス全線開通[4][2]。
- 2004年（平成16年）11月18日 - 弘前バイパス藤崎工区藤崎跨線橋付近延長0.74 kmが4車線化に伴い、起点側延長0.8 kmで擦り付け区間として整備[4][5]。
- 2016年度（平成28年度） - 榊地区交差点改良事業が事業化[6]。
- 2021年（令和3年）11月25日 - 藤崎町大字藤崎字豊岡 - 同町大字水沼字浅田間延長0.8 kmが4車線化[7]。
- 2024年（令和6年）1月12日 - 藤崎町大字水沼字浅田 - 同町大字矢沢字福富間延長1.0 kmが4車線化[8]。

## 路線状況

### 橋梁
- 常浪大橋（十川）

## 地理

### 通過する自治体
- 青森県
  - 南津軽郡藤崎町 - 青森市

### 交差する道路
- 国道339号バイパス・青森県道110号黒石藤崎線（国道339号バイパス入口交差点）
- 青森県道285号浪岡藤崎線（旧国道7号）（常盤バイパス入口交差点）
- 青森県道131号前坂藤崎線（常盤バイパス藤崎入口交差点）
- 青森県道38号五所川原黒石線（藤崎町バイパス榊交差点）
- 青森県道285号浪岡藤崎線（旧国道7号）（終点）

### 接続するバイパスの位置関係
（新潟方面）石川バイパス - 弘前バイパス - 常盤バイパス - 浪岡バイパス - 鶴ヶ坂バイパス（青森方面）